# Дракохруст, Александр Абрамович
Александр Абрамович Дракохруст (7 ноября 1923 года, Москва, РСФСР, СССР — 14 ноября 2008 года, Минск, Белоруссия) — советский и белорусский поэт, общественный деятель, участник Великой Отечественной войны, член Союза писателей СССР (1961), член Союза писателей БССР.
Писал на русском языке. Большинство произведений относится к военной поэзии.

## Биография
Родился в семье военнослужащего в г. Москва. Детство провел в Борисове, где учился в местной школе. Родители подверглись аресту в 1937 году: отец был расстрелян, мать отправлена в ГУЛАГ. На воспитание отправлен к родственникам, жившим в Одессе. Великую Отечественную войну встретил семнадцатилетним юношей, в армию призван в июле 1941 года. Во время войны служил на Южном, Северо-Кавказском, 3-м Украинском, 1-м Белорусском фронтах. Занимался строительством мостов и переправ, их минированием и разминированием. Окончание войны встретил в Берлине в звании младшего лейтенанта и командира штурмового саперного взвода.
Окончил Московское военно-инженерное училище (1945) и литературный факультет Хабаровского педагогического института (1962). Работал военным корреспондентом в газетах:
- «Советский боец»,
- «Во славу Родины» (Порт-Артур),
- «Сталинский воин»,
- «Суворовский натиск»,
- «Во славу Родины» (Минск).

С 1964 года переехал в Минск (БССР).
Является отцом Юрия Александровича Дракохруста, известного белорусского политолога.

## Творчество
Как поэт пробует свои силы в одесской молодежной газете «Молодая гвардия» (1939). Сборники его стихов издаются в городах, где ему по долгу его журналистской работы приходится служить: Владивосток, Хабаровск, Минск. Перевел на русский язык отдельные произведения Г. Бородулина, А. Велюгина, С. Гаврусева, С. Граховского и других белорусских прозаиков и поэтов. Всего опубликовано 16 поэтических книг и переводов с белорусского, а также две книги прозы.

## Произведения

### Сборники стихов
- Миру быть на земле (1951)
- Цвет счастья (1953)
- Зарницы над сопками (1959)
- Сменяет время караулы (1961)
- Тревожный ветер (1964)
- Бухта смятения (1967)
- И нет конца тревогам (1969)
- Мои вы годы-эшелоны… (1975)
- Притяжение (1981)
- Лицо твое (1982)
- Дальняя связь (1983)
- Сквозное ранение (1984)
- Круговорот (1986)
- Исповедь (1990)

## Награды
- Орден Отечественной войны 1 степени
- Орден Отечественной войны 2 степени (1945)
- Орден Красной Звезды (1944)
- Медаль «За отвагу» (СССР) (1943)